# Apericallia bilinearia
Apericallia bilinearia là một loài bướm đêm trong họ Geometridae.